# Resolution 1203 des UN-Sicherheitsrates
Resolution 1203 des UN-Sicherheitsrats, wurde unter Hinweis auf die Resolutionen 1160, 1199, sowie auf die Wichtigkeit einer friedlichen Lösung des Kosovokonflikts am 24. Oktober 1998 beschlossen. Der Sicherheitsrat fordert darin von der Bundesrepublik Jugoslawien, den bereits beschlossenen Resolutionen nachzukommen und mit der NATO und der Kosovo Verification Mission der OSZE zusammenzuarbeiten.
Der Sicherheitsrat fordert, dass der Kosovokonflikt friedlich gelöst werden solle und dass das Territorium des Kosovo eine größere Autonomie und eine weitgehendere Selbstverwaltung erhalten solle. Weiterhin wird verlangt, dass die jugoslawischen Behörden und die Führung der Kosovo-Albaner sofort in einen Dialog ohne Vorbedingungen und unter internationaler Beteiligung eintreten, der zu einem Ende der Krise und zu einer politischen Verhandlungslösung der Kosovo-Frage führt.
Die Kosovo-Albaner werden aufgefordert, auf Terror zu verzichten und ihre Ziele auf friedliche Weise zu verfolgen. Ebenso wird verlangt, dass die Behörden der Bundesrepublik Jugoslawien und die Führung der Kosovo-Albaner sich gemeinsam dafür einsetzen, die humanitären Lage zu verbessern und die sich abzeichnende humanitäre Katastrophe zu verhindern. Weiterhin sollen die Mitgliedstaaten und anderen Betroffenen Mittel für die humanitäre Hilfe in der Region bereitstellen.
Die Resolution 1203 des UN-Sicherheitsrats fordert die Untersuchung aller gegen Zivilpersonen begangenen Gräueltaten sowie die Zusammenarbeit mit dem Internationalen Strafgerichtshof für das ehemalige Jugoslawien, insbesondere durch die Befolgung seiner Weisungen und Informationsersuchen und durch die Unterstützung seiner Ermittlungen.
Die Resolution wurde bei 13 Ja-Stimmen und zwei Enthaltungen von China und Russland angenommen.